# Ma (folyóirat)
A Ma (Budapest: 1916–1919, Bécs: 1920–1925) irodalmi és művészeti folyóirat, a betiltott A Tett folytatásaként indította Kassák Lajos, mindvégig ő szerkesztette és adta ki. A művészetet és a társadalmat megváltoztatni akaró manifesztumaiban az izmusok és a hazai történelmi változások útját járta végig.

## A Ma műhelye

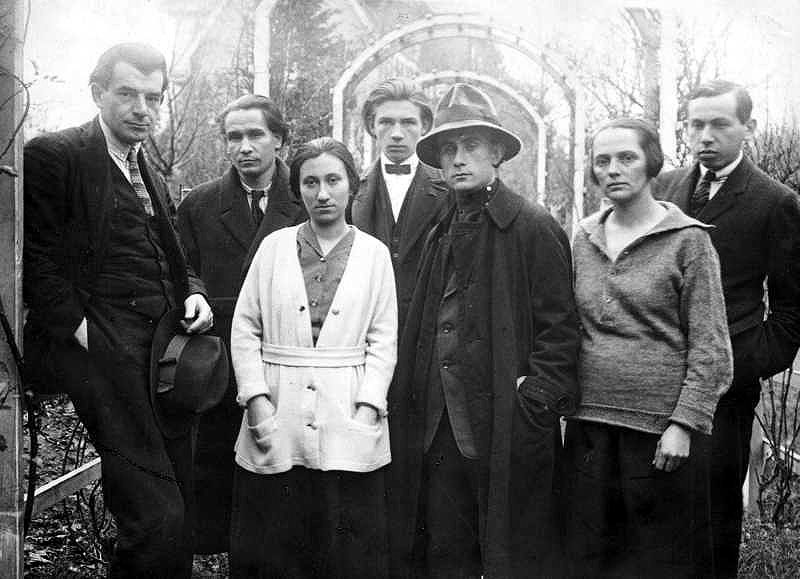
A bécsi Ma munkatársai 1922-ben: Bortnyik Sándor, Uitz Béla, Ujvári Erzsi, Simon Andor, Kassák Lajos, Simon Jolán és Barta Sándor

A modern művészeti törekvések (expresszionizmus, konstruktivizmus, posztimpresszionizmus, kubizmus, futurizmus, dadaizmus, szürrealizmus) valóságos műhelyévé vált a Ma. Rendszeresen foglalkozott könyvkiadással, előadóművészként bekapcsolódott a műhely munkájába Simon Jolán, Mácza János drámaelméleti írásokat írt a lapba, Hevesy Iván művészeti írásaival vált a műhely tagjává.
A Ma különszámban mutatta be a modern zenei törekvések képviselőjét, Bartók Bélát. Sokat tett a Ma műhelye a kortárs modern képzőművészeti irányzatok képviselőinek megismertetéséért és elismertetéséért. Galériát nyitottak, ott a legtöbbet foglalkoztatott művészek Bortnyik Sándor, Mattis Teutsch János, Tihanyi Lajos, Uitz Béla voltak.
A Ma szűkebb köre szintetikus művészetet akart az addigi megfigyelő és analitikus irodalom helyett, egységben látni és láttatni a világot. Művészetük előhírnökeinek tekintették a költészetben Ady Endrét, a prózában Révész Bélát. Az egyik Galilei Körben tartott előadáson Kassák külön kiemelte Ady Endre Fekete zongora c. versét és Révész Béla Vonagló falvak c. regényét.
Miközben a Ma körül az aktivizmus hívei közt napirenden voltak a viták világnézeti és művészeti kérdésekben, kintről is sok támadás érte a Mát mind konzervatív, mind baloldalról, 1919 július végén betiltották. 1920 májusa és 1925 júniusa közt Kassák Bécsben szerkesztette tovább a lapot. Bécsben vált igazán a lap nemcsak a hazai, hanem a nemzetközi avantgárd fórumává is.
A korabeli európai irodalom és képzőművészet kimagasló képviselői (Blaise Cendrars, Vlagyimir Vlagyimirovics Majakovszkij, Pablo Picasso, Fernand Léger, Hans Arp, Guillaume Apollinaire, Jean Cocteau, Marc Chagall, Alexander Archipenko, Vincent van Gogh, Georges Braque és mások) versekkel, elbeszélésekkel, képzőművészeti alkotásokkal szerepeltek a Ma hasábjain. A főszerkesztő Kassák mellett Moholy-Nagy László és Kállai Ernő művészeti nézetei határozták meg a műhely karakterét.
Az 1920-as évek elején számos hazai munkatárs megvált a laptól (köztük: Uitz Béla, Barta Sándor és Újvári Erzsi is) mert a lap eltávolodott az 1919-es forradalmi eszméktől, de újak is csatlakoztak, köztük Déry Tibor, Illyés Gyula, Gáspár Endre, Nádass József, Németh Andor. Kassák a lap mutációit Kortárs és 365 címen adta ki, s így terjesztette Magyarországon. A Ma 1925-ben szűnt meg, miután Kassák és köre visszaköltözött Budapestre.

## A Ma munkatársai

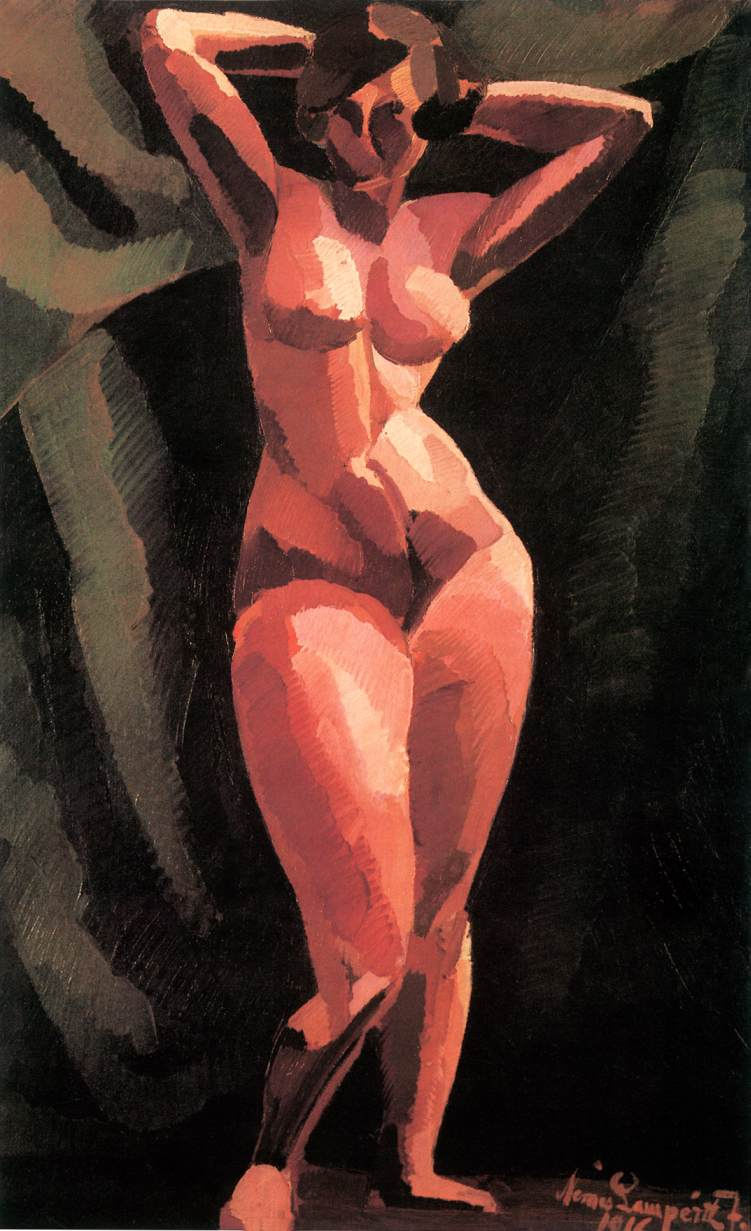
Nemes-Lampérth József: Akt szemben (a Ma 1918-as kiállításán)

(a lista nem teljes)
- Bortnyik Sándor
- Déry Tibor
- Gáspár Endre
- Gulácsy Lajos
- Hevesy Iván
- Illyés Gyula
- Kállai Ernő
- Kassák Lajos
- Kassákné Simon Jolán
- Mácza János
- Mattis Teutsch János
- Moholy-Nagy László
- Nádass József
- Nemes-Lampérth József
- Németh Andor
- Tihanyi Lajos
- Uitz Béla